# Rae Swette
Rae Swette (1995) è un'ex sciatrice alpina canadese.

## Biografia
Attiva in gare FIS dal dicembre del 2010, in Nor-Am Cup la Swette ha esordito il 15 marzo 2011 a Whistler in slalom speciale (27ª) e ha colto il suo miglior piazzamento il 20 febbraio 2015 a Nakiska in supergigante (13ª); si è ritirata al termine di quella stessa stagione 2014-2015 e la sua ultima gara in carriera è stata uno slalom speciale FIS disputato il 12 aprile a Mount Norquay, chiuso dalla Swette al 1º posto. Non ha debuttato in Coppa del Mondo né preso parte a rassegne olimpiche o iridate.

## Palmarès

### Nor-Am Cup
- Miglior piazzamento in classifica generale: 50ª nel 2015

### Campionati canadesi
- 1 medaglia:
  - 1 bronzo (supergigante nel 2015)